# Basilika Maria vom Berg Karmel (Callao)

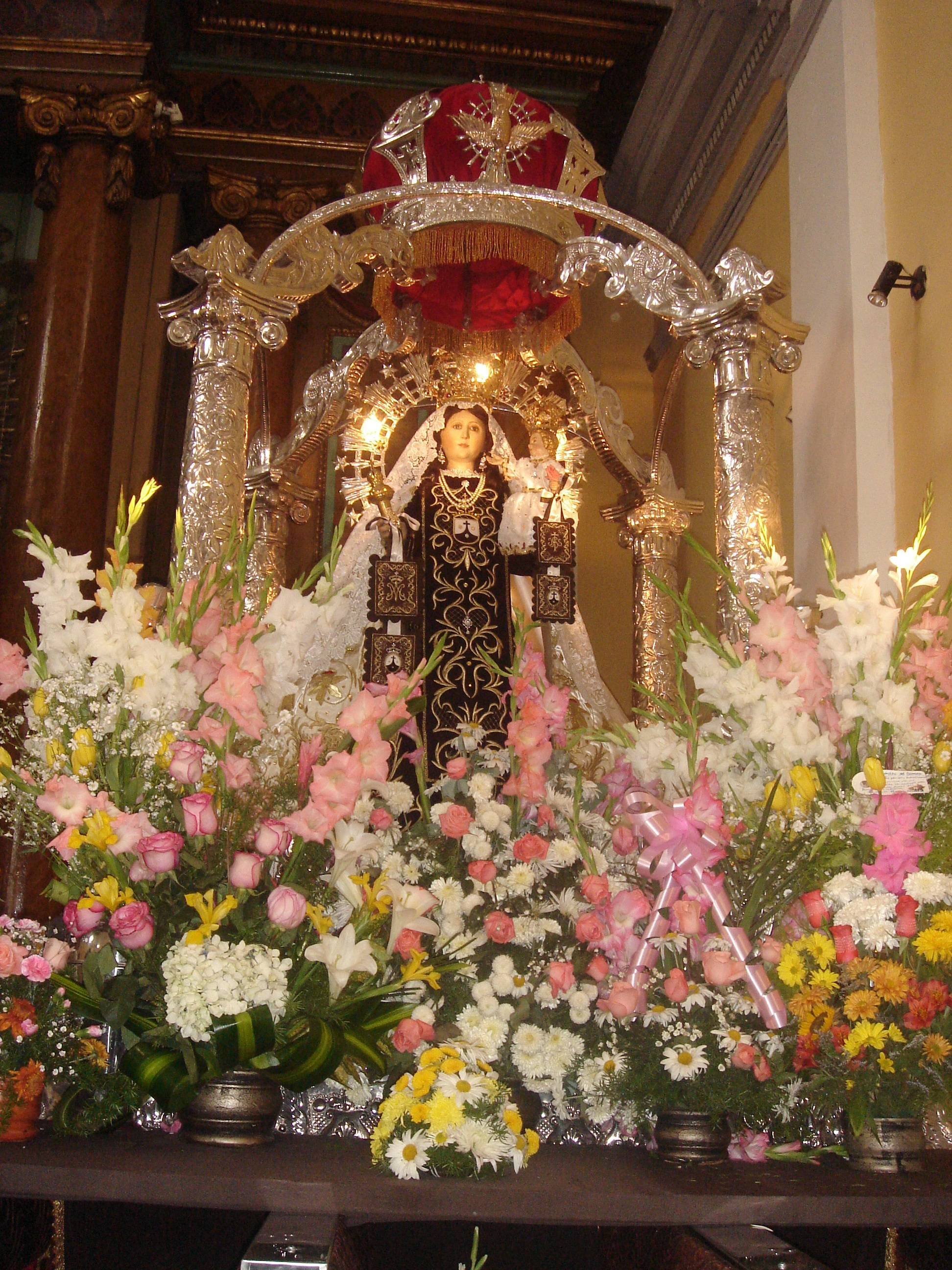
Jungfrau vom Berg Karmel von La Legua

Die Basilika Maria vom Berg Karmel von La Legua (spanisch Basílica del Carmen de la Legua) ist eine römisch-katholische Kirche in Callao, der Hafenstadt der peruanischen Hauptstadt Lima. Die Kirche des Bistums Callao ist unter der Anrufung der Schutzpatronin der Seeleute Unserer Lieben Frau vom Berge Karmel der Gottesmutter Maria geweiht und trägt den Titel einer Basilica minor.

## Geschichte
Die Kirche stammt ursprünglich aus dem 16. Jahrhundert und gilt als ältestes Gebäude von Callao. Sie liegt auf halbem Wege vom Hafen in das Zentrum von Lima und war lange Zeit mit einem Kloster und einer Krankenstation verbunden. Anfang des 17. Jahrhunderts wurde sie mehrfach in Aufzeichnungen erwähnt, wegen der Führung des Krankenhauses durch den Hospitalorden des heiligen Johannes von Gott wurde sie zeitweise auch nach diesem Heiligen benannt. Das Bildnis der Jungfrau von Karmel soll aus der Anfangszeit der Kirche stammen.
Neben vielen Erdbeben überstand die Kirche 1746 durch ihre rückwärtige Lage einen Tsunami, bei dem es in Callao bei vermuteten 5000 Toten nur 200 Überlebende gab. 1959 wurde die Kirche in der wachsenden Stadt zur Pfarrkirche. Bei einem schweren Bombenanschlag im Mai 1992 auf die benachbarte Polizeistation La Legua, dem ehemaligen Kloster, wurde auch die Kirche stark beschädigt. Der Eingangsbereich mit seinem Portal und den seitlichen Türmen musste wieder aufgebaut werden, der Altarbereich mit der Marienstatue war unzerstört geblieben. Nach der Restaurierung wurde die Kirche 1994 zum Heiligtum erklärt. 2014 erhob Papst Franziskus die Kirche in den Rang einer Basilica minor.